# Vallen & opstaan (lied)
Vallen & opstaan is een lied van de Nederlandse rapper Josylvio. Het werd in 2022 als single uitgebracht en stond in hetzelfde jaar als vierde track op het gelijknamige album.

## Achtergrond
Vallen & opstaan is geschreven door Jesse Nijhuis en Joost Theo Sylvio Yussef Abdelgalil Dowib en geproduceerd door Melo. Het is een nummer dat past in het genre nederhop. In het lied rapt Josylvio over de voor- en tegenspoeden in zijn leven. Hij zingt en rapt over de offers die je moet maken om succesvol te zijn. De single werd op dezelfde dag als het album uitgebracht als promotiesingle voor het album. 

## Hitnoteringen
De artiest had bescheiden succes met het lied in Nederland. Het stond op de 66e plaats van de Single Top 100 in de enige week dat het in deze hitlijst te vinden was. De Top 40 en haar Tipparade werden niet bereikt.